# Eunicea echinata
Eunicea echinata is een zachte koraalsoort uit de familie Plexauridae. De koraalsoort komt uit het geslacht Eunicea. Eunicea echinata werd in 1855 voor het eerst wetenschappelijk beschreven door Valenciennes. 